# Adler- und Wolfspark Kasselburg

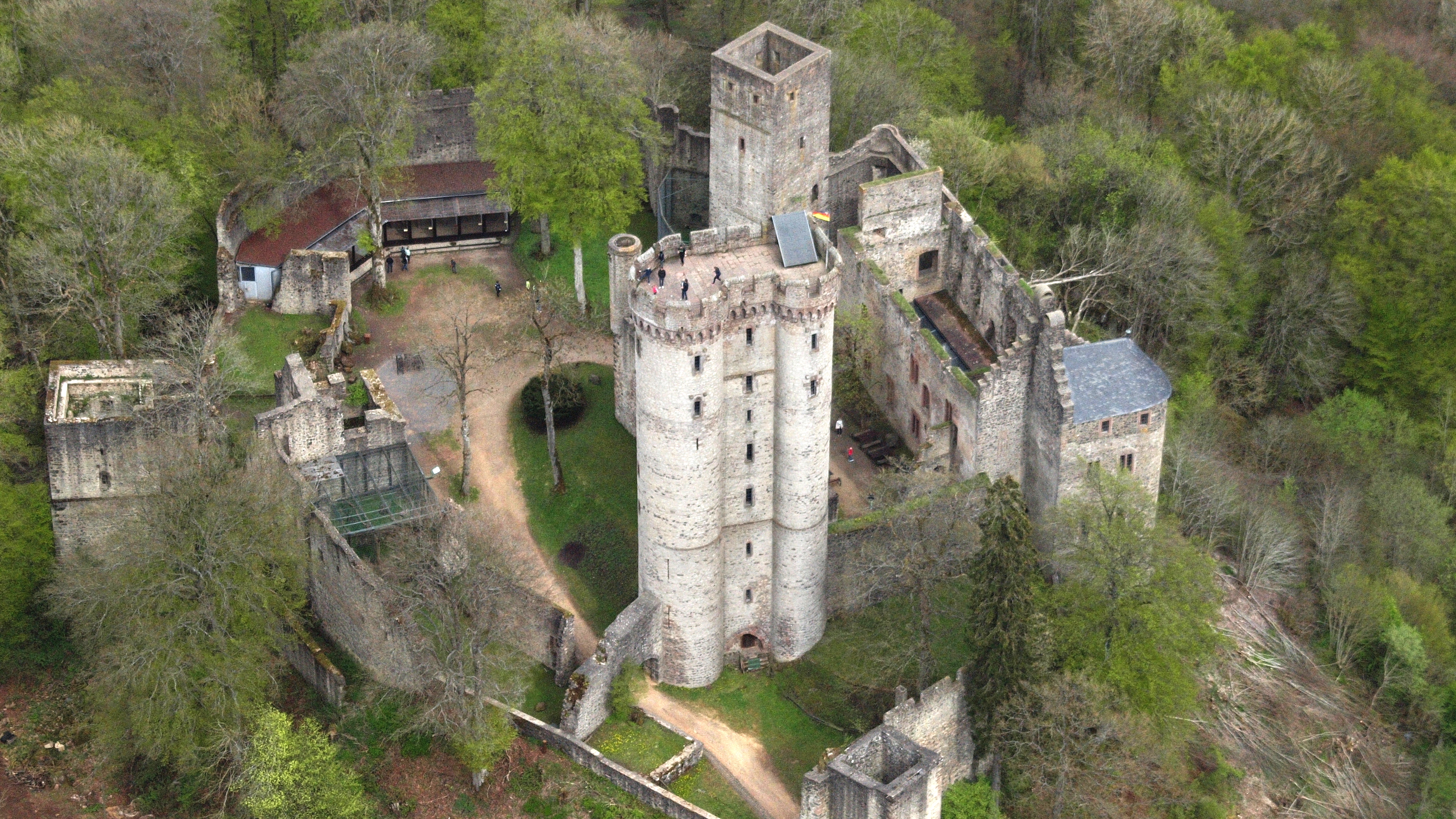
Namensgebende Kasselburg

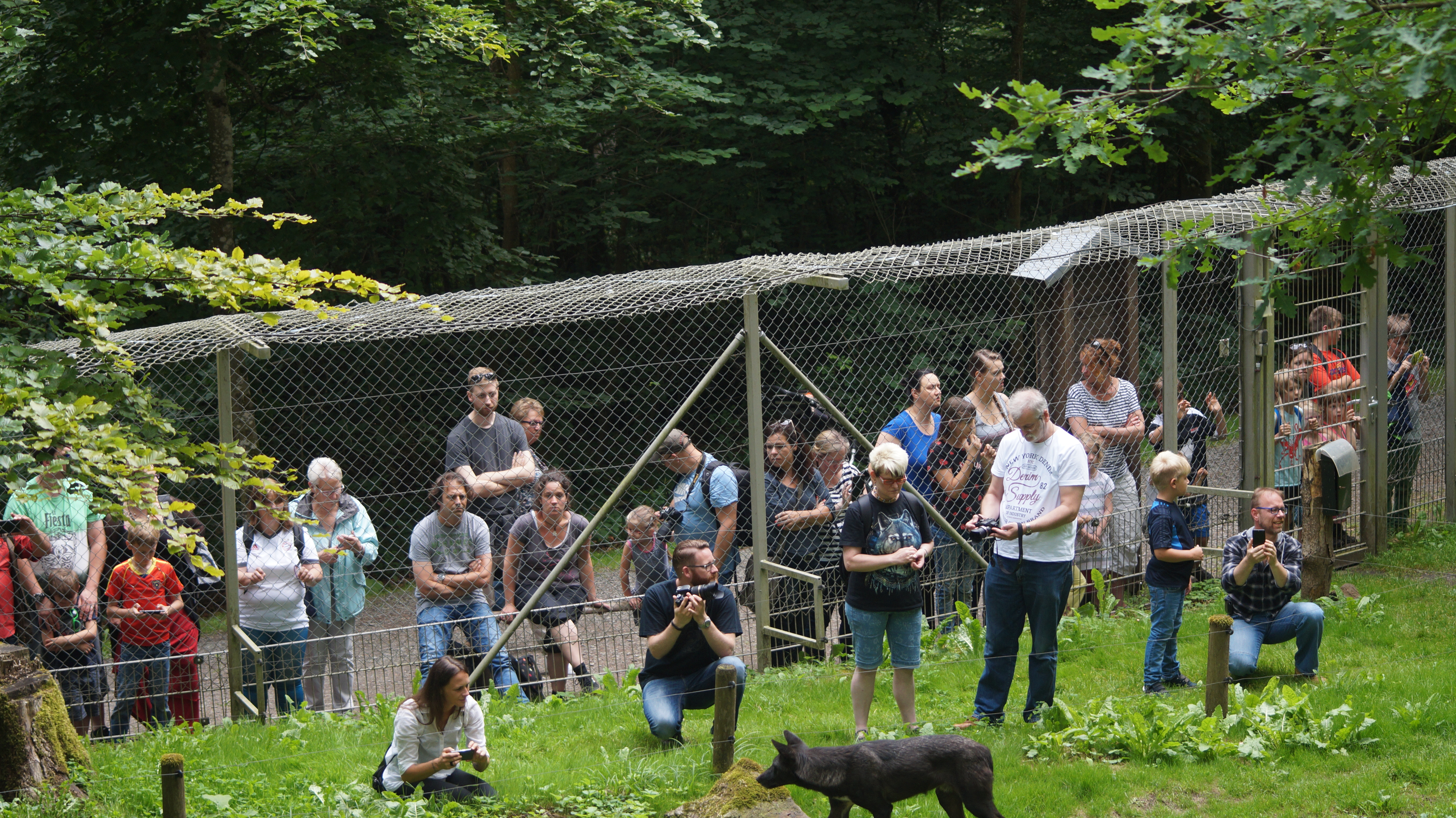
Fütterung der Wölfe

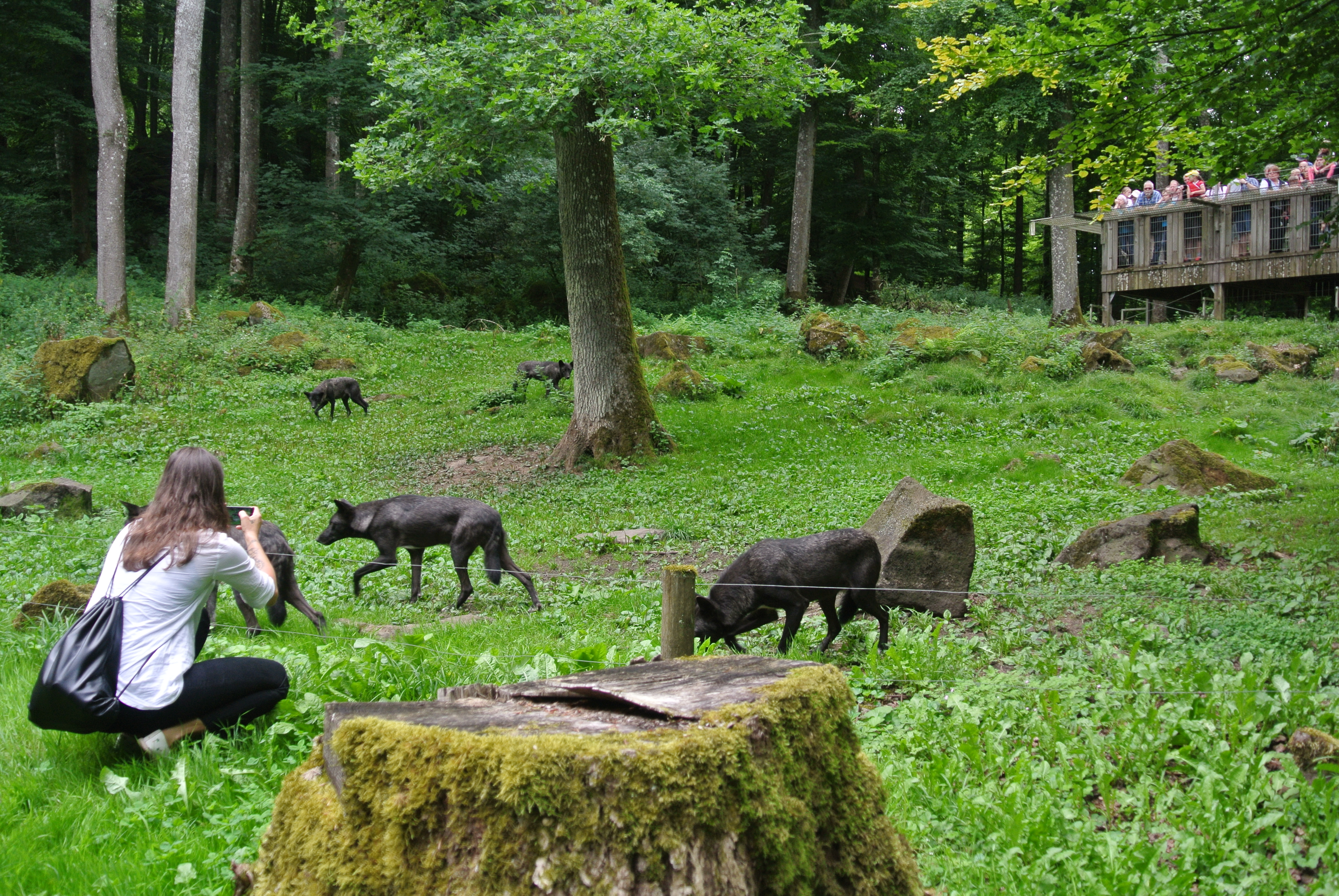
Timberwölfe im Adler- und Wolfspark Kasselburg, Besucher dürfen für extra Eintritt ins Gehege

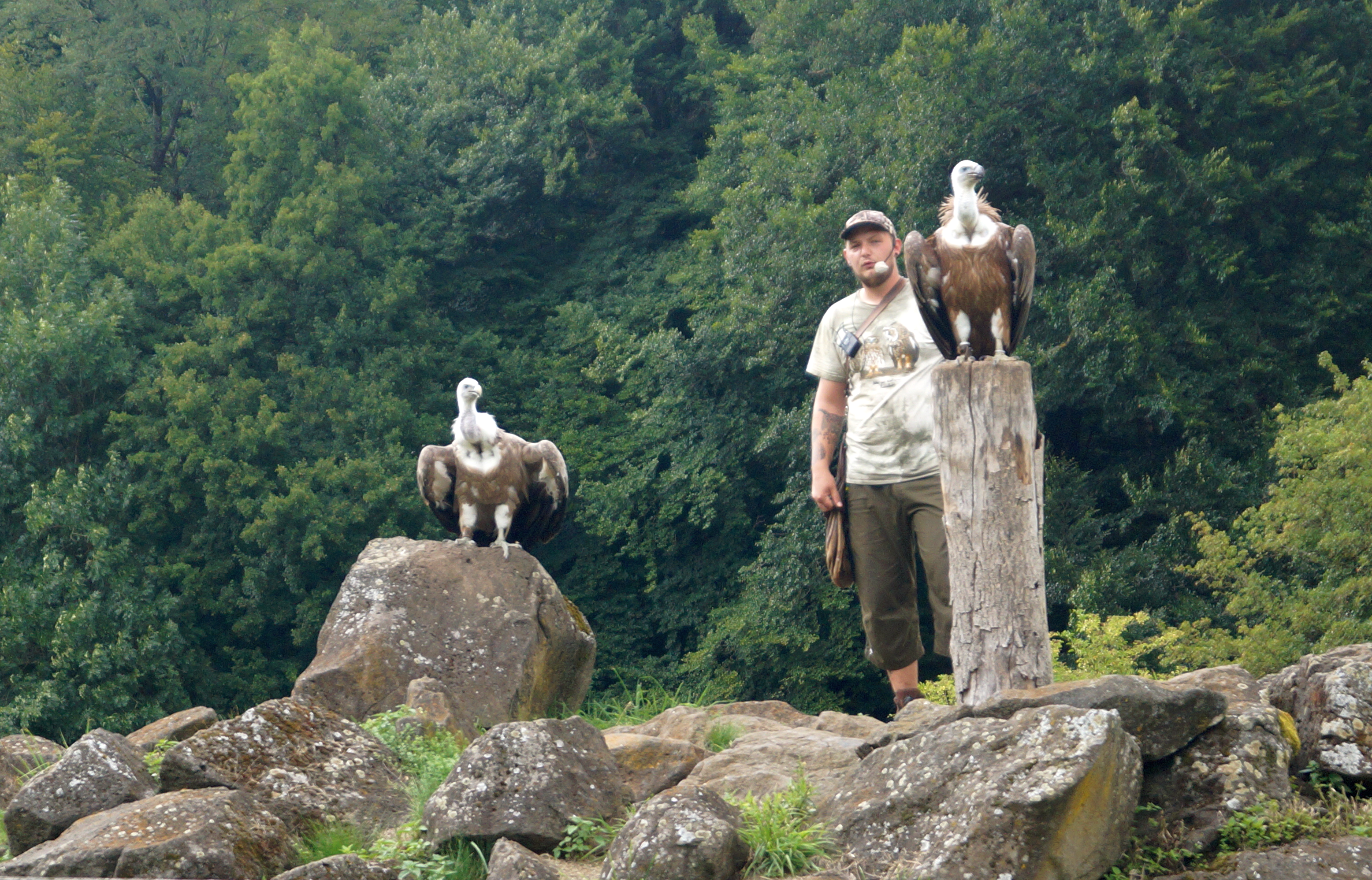
Flugvorführung Gänsegeier

Der Adler- und Wolfspark Kasselburg liegt bei Pelm in der Nähe von Gerolstein in der Vulkaneifel.
Der 20 Hektar große Park befindet sich rund um die historische Burganlage der Kasselburg. Der Park zählt zu den vier Erlebnisparks der Deutschen Wildstraße und zeichnet sich durch große Wald- und Grünflächen und die geräumigen, artgerechten Gehege der Tiere aus.
Die Kasselburg, auf der der Adler- und Wolfspark Kasselburg steht, hat eine lange Geschichte. Die Burg wurde im 12. Jahrhundert erbaut und diente im Laufe der Jahrhunderte verschiedenen Zwecken, darunter als Grenzfestung und Zollstation. Im 17. Jahrhundert wurde die Burg während des Dreißigjährigen Krieges zerstört.
In den 1970er Jahren wurde die Kasselburg von der Familie Freiherr von Landenberg aufwendig restauriert. Seitdem beherbergt sie nicht nur den Adler- und Wolfspark, sondern bietet auch einen historischen Rahmen für Veranstaltungen und Feste.
Der Adler- und Wolfspark selbst wurde in den 1970er Jahren von Falkner Josef Braun gegründet. Er begann mit der Aufzucht und dem Training von Greifvögeln und erweiterte den Park später um einen Bereich für Wölfe.
Die Geschichte des Parks ist also eng mit der Restaurierung der Kasselburg und der Leidenschaft von Josef Braun für Greifvögel und Wölfe verbunden.
Im ehemaligen Burghof aus dem 12. Jahrhundert leben heute Adler, Milane, Falken, Uhus, Geier und Eulen in Volieren. Die Freiflugvorführung mit Steinadlern, Falken, Milanen und Geiern auf der großen Flugwiese vor der Kasselburg gehört zu den besonderen Attraktionen des Parks.
Das Wolfsgehege in den Wäldern rund um die Kasselburg ist Lebensraum des größten Gehege-Wolfsrudels in Westeuropa.

## Tierbestand
Neben landestypischen Haustieren gibt es im Park die zwei Wolfsunterarten Timber- und Polarwolf und die Greifvögel Weißkopfseeadler, Uhu, Bartkauz, Andenbussard, Gänsegeier, Schleiereule, Luggerfalke, Turmfalke, Mönchsgeier und Schwarzmilan.
Die Wölfe befinden sich in zwei großzügigen Freigehegen. Die Greifvögel werden in Flugvorführungen vorgestellt.

## Greifvogelzucht und Staatliche Auffang- und Pflegestation für verletzte und kranke Greifvögel
In der Zuchtstation werden als Erhaltungszucht bedrohte Arten wie Kaiseradler und Mönchsgeier gezüchtet.
Als staatliche Auffang- und Pflegestation ist der Park auch für verletzte Greife zuständig. Diese Aufgabe wird privat finanziert. Einige der Greife werden bereits im Nestlingsalter in den Park gebracht und bedürfen einer intensiven Betreuung, teilweise bis zu vier Monaten. Anschließend werden sie wieder ausgewildert.

### Greifvögel

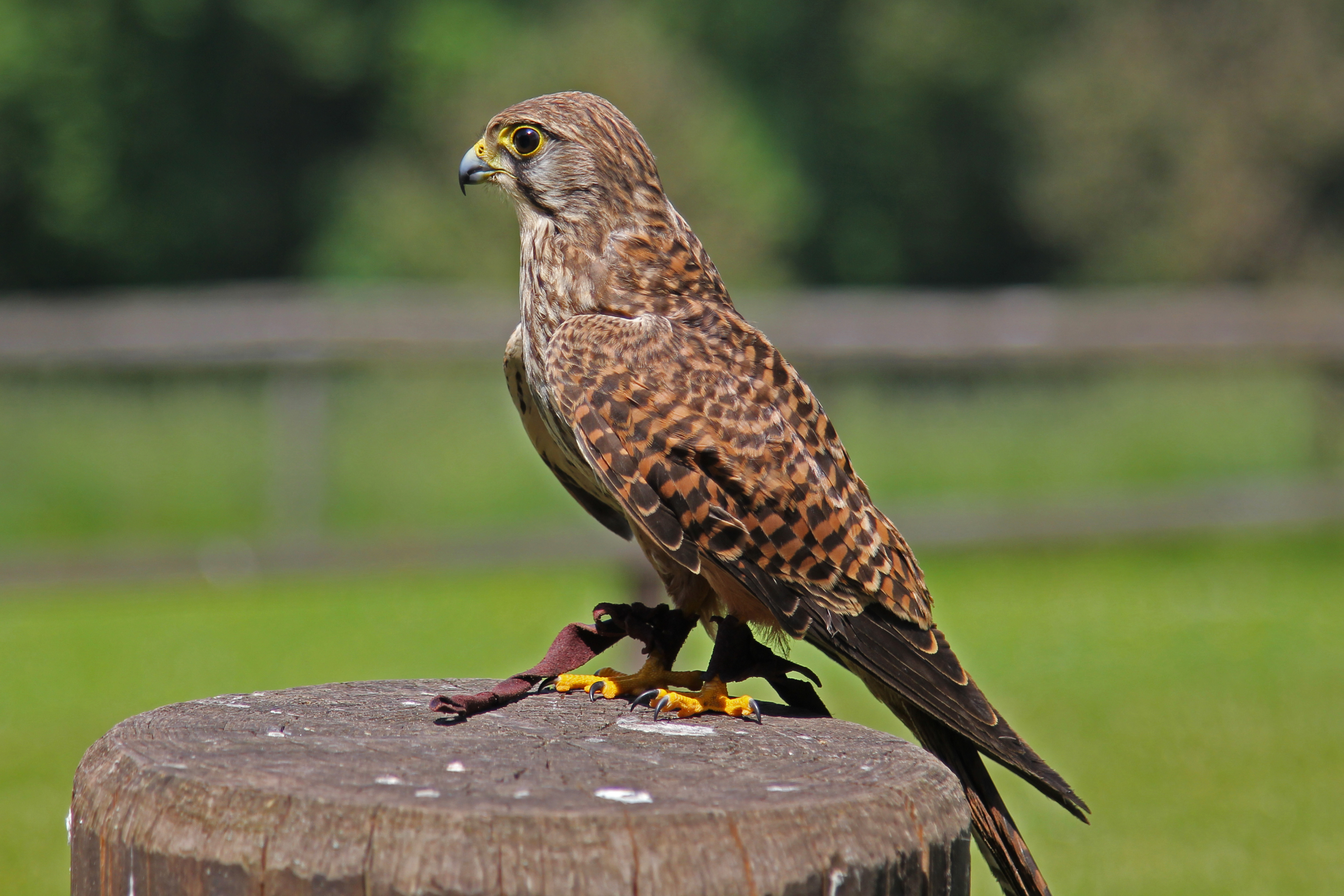
Turmfalke
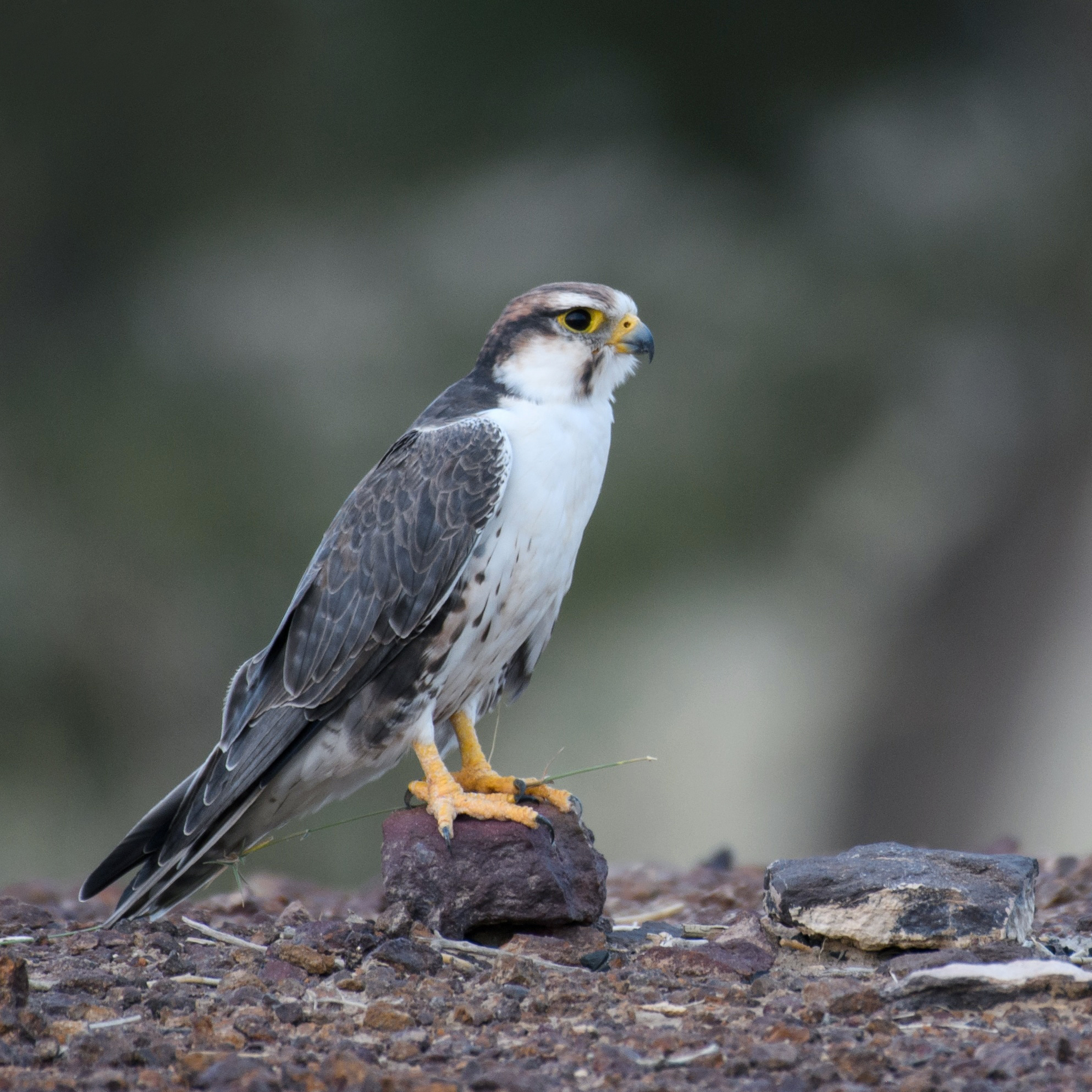
Luggerfalke
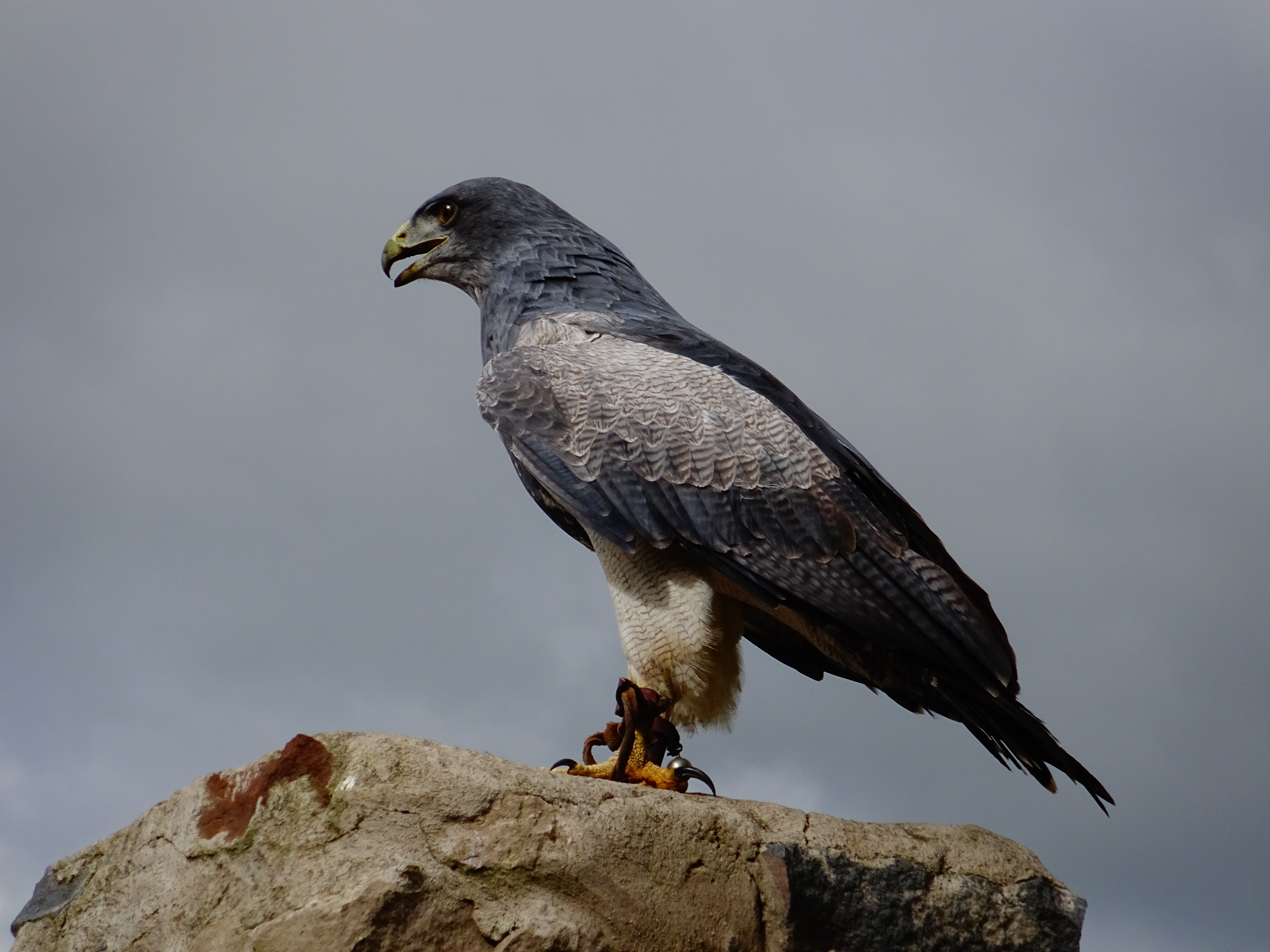
Andenbussard
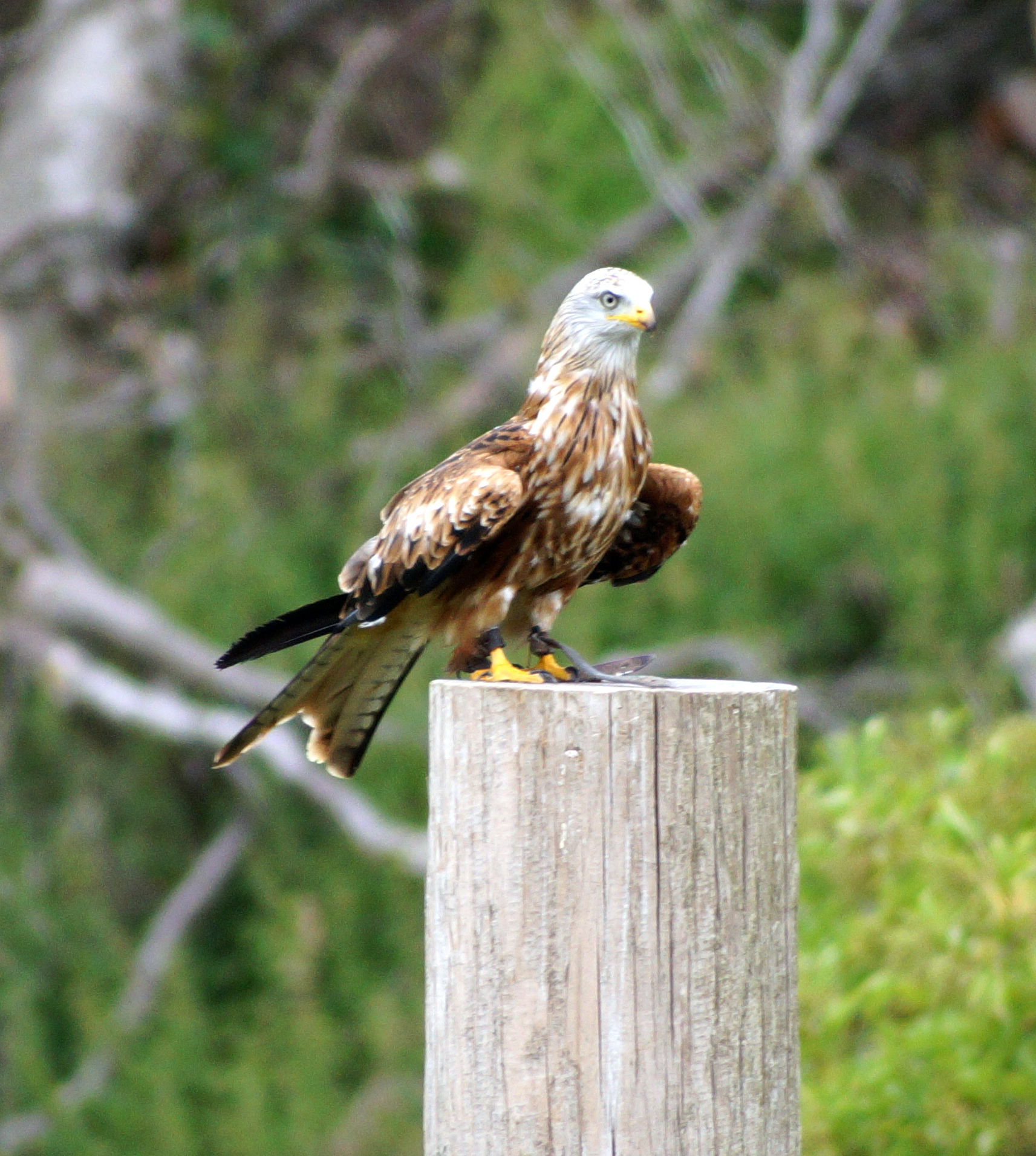
Schwarzmilan
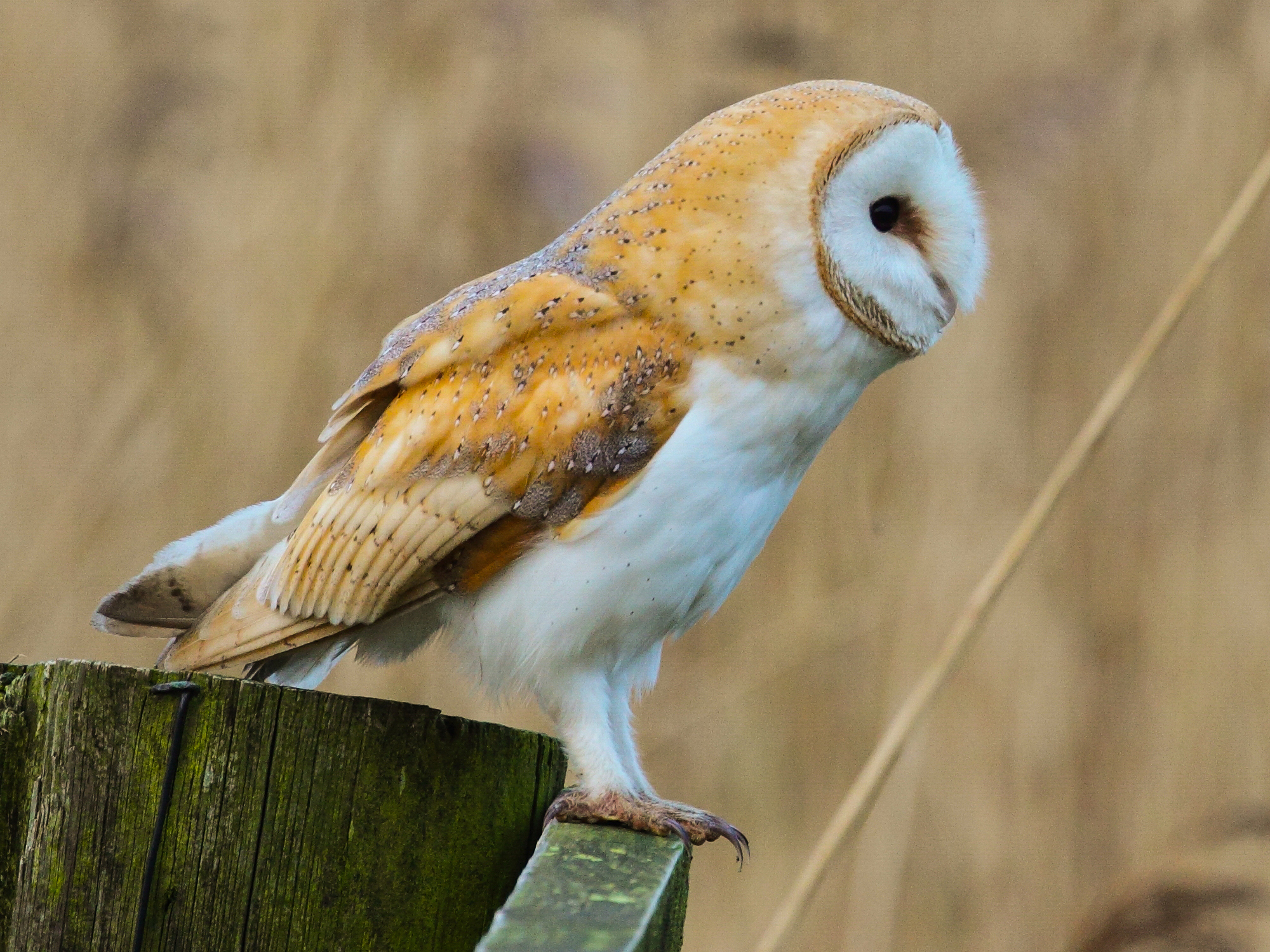
Schleiereule
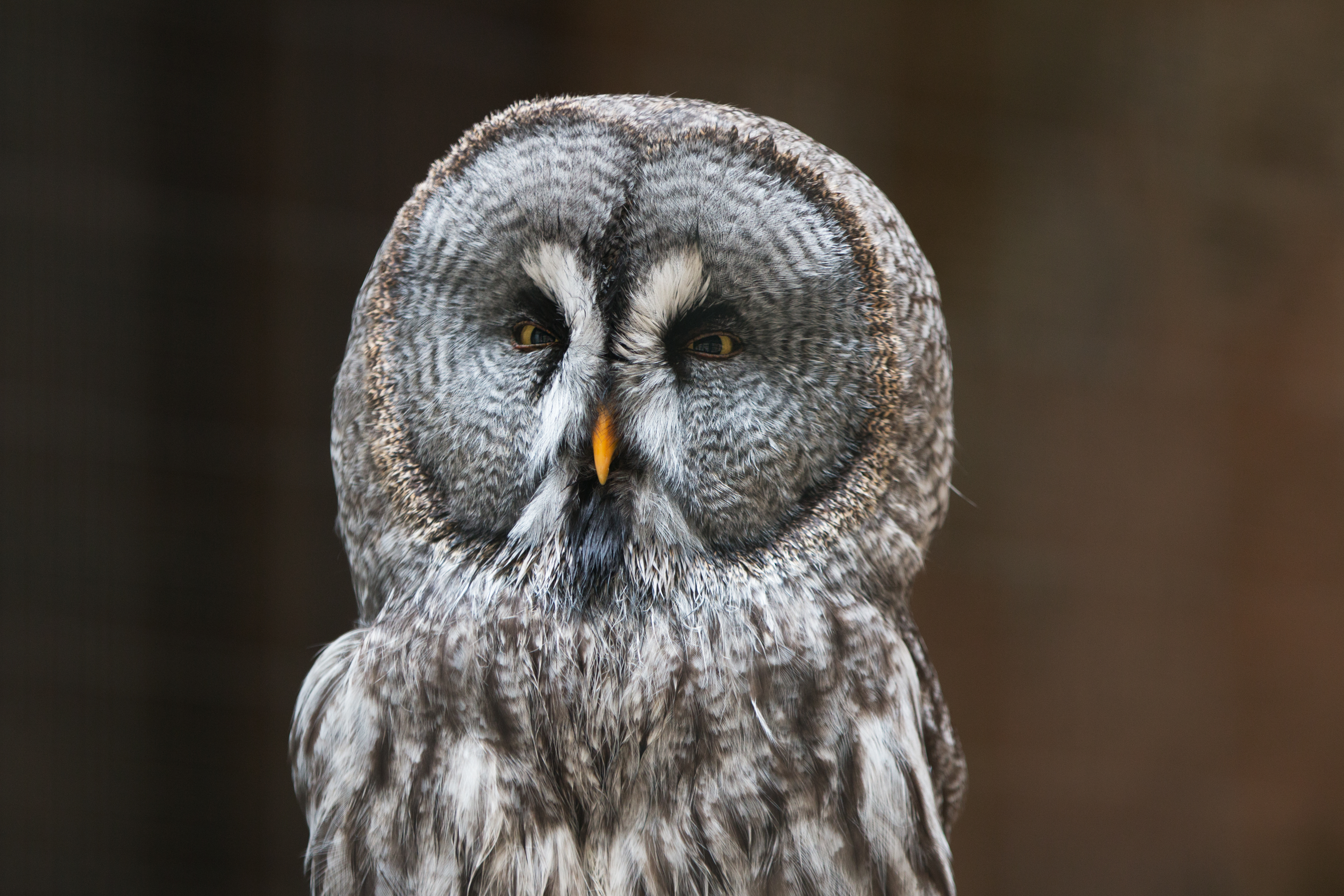
Bartkauz
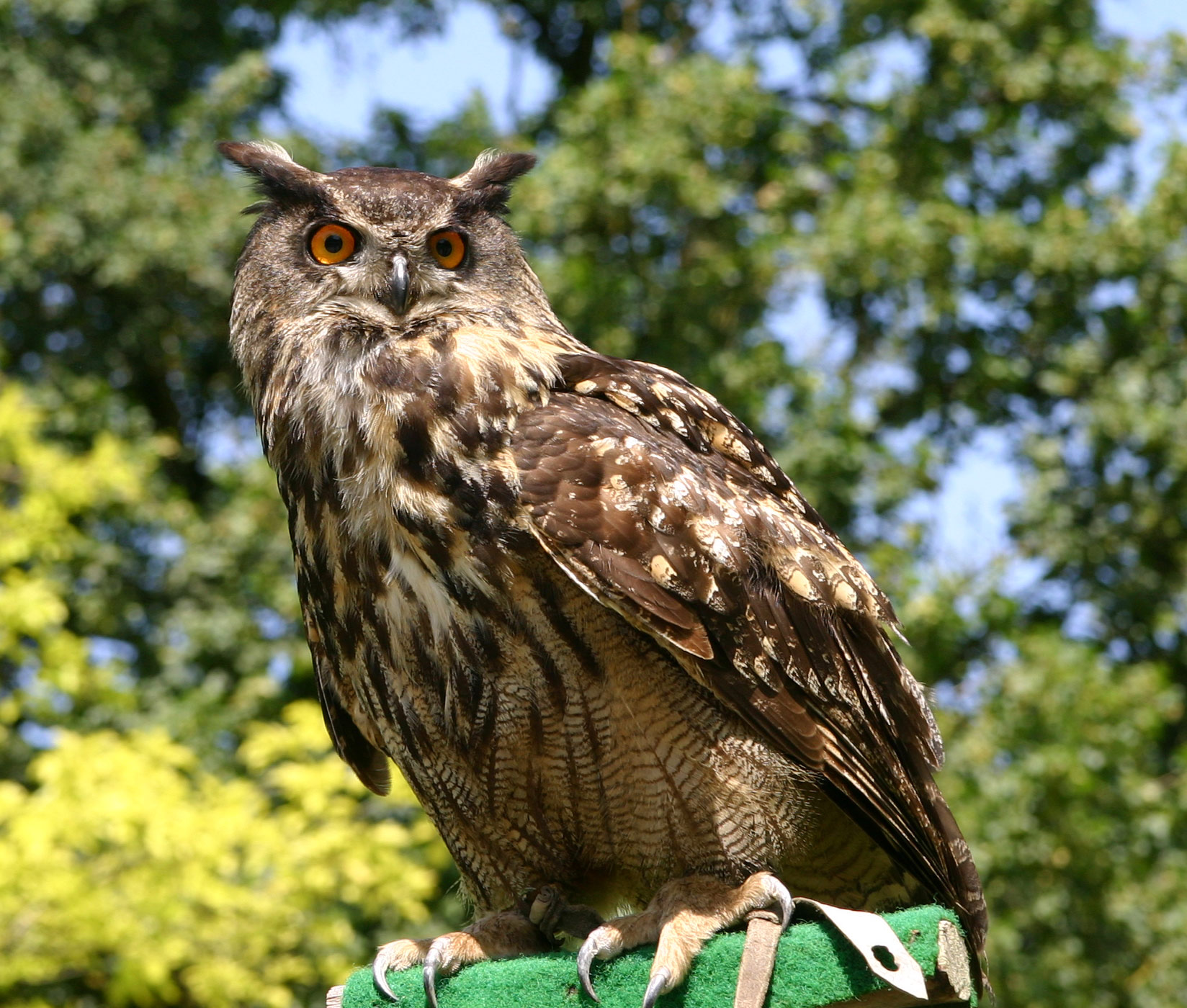
Uhu
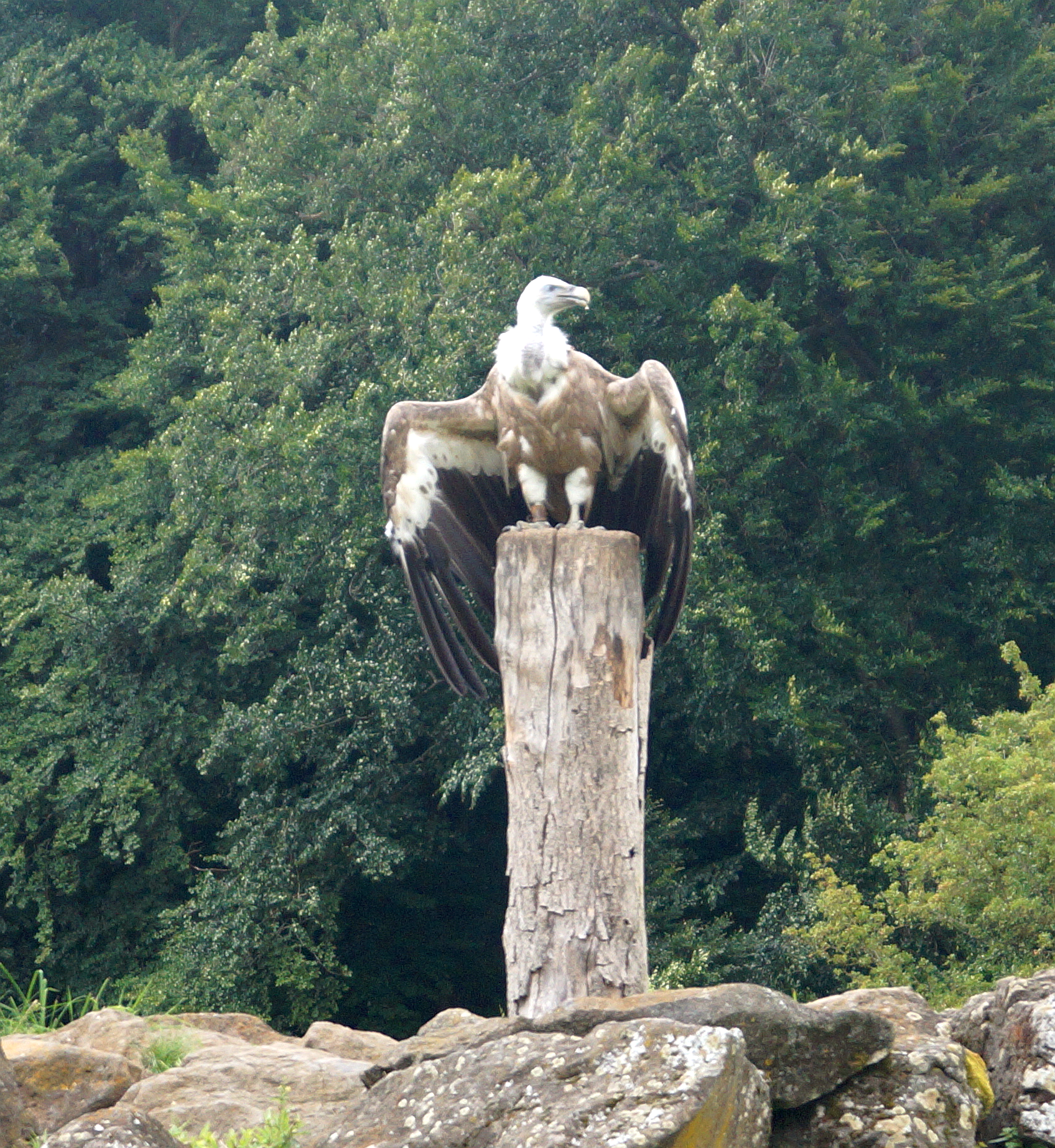
Gänsegeier
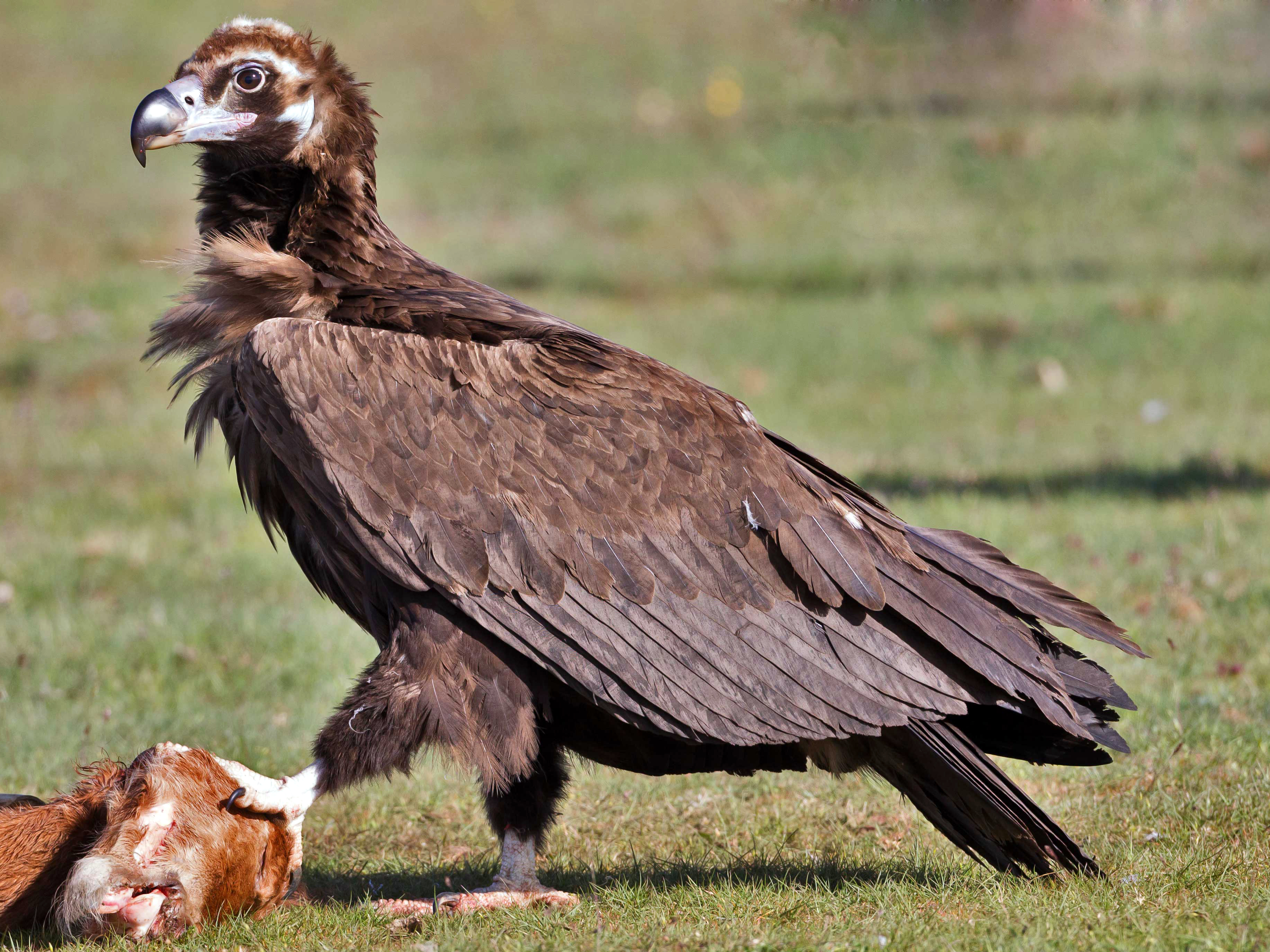
Mönchsgeier
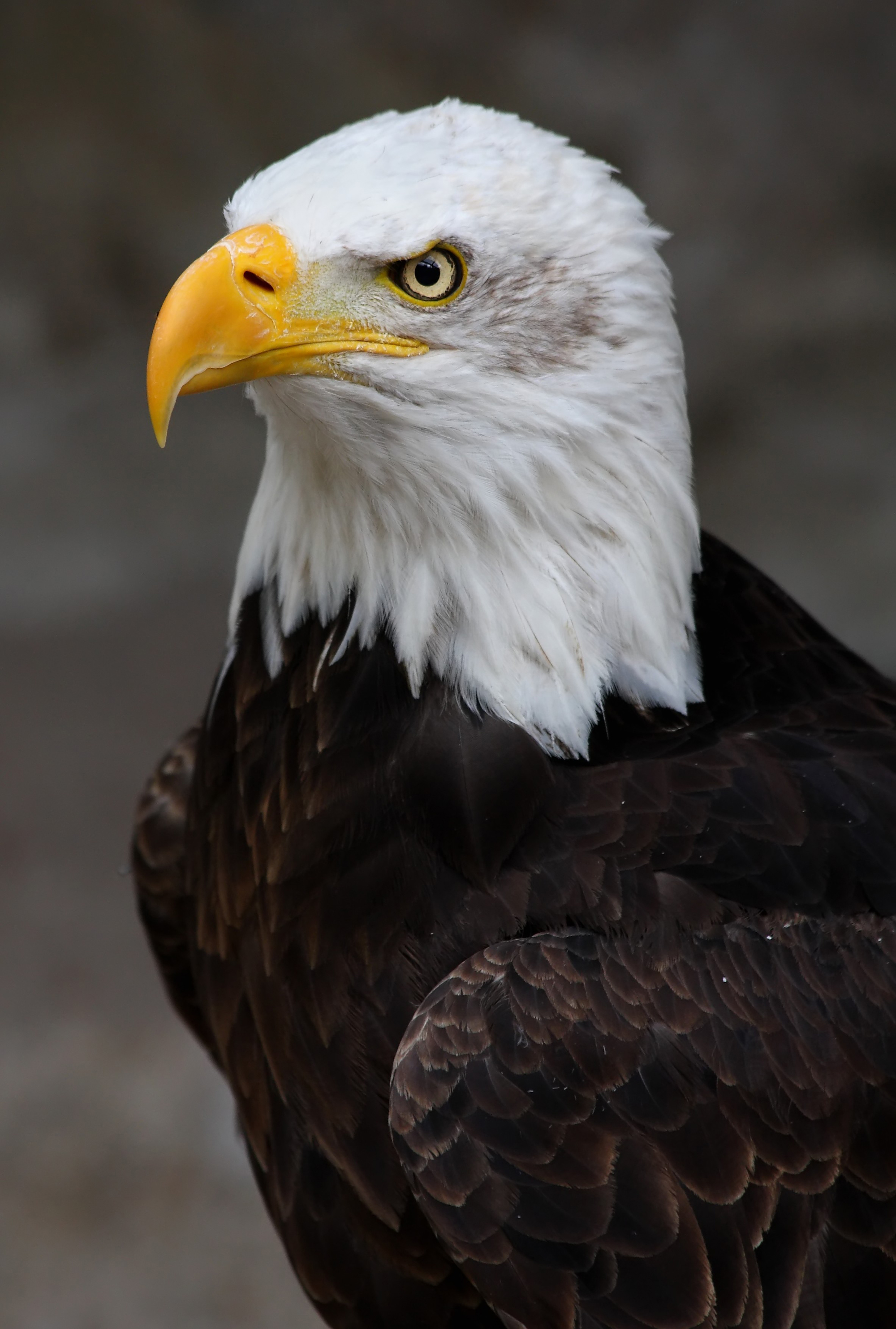
Weißkopfseeadler

### Wölfe

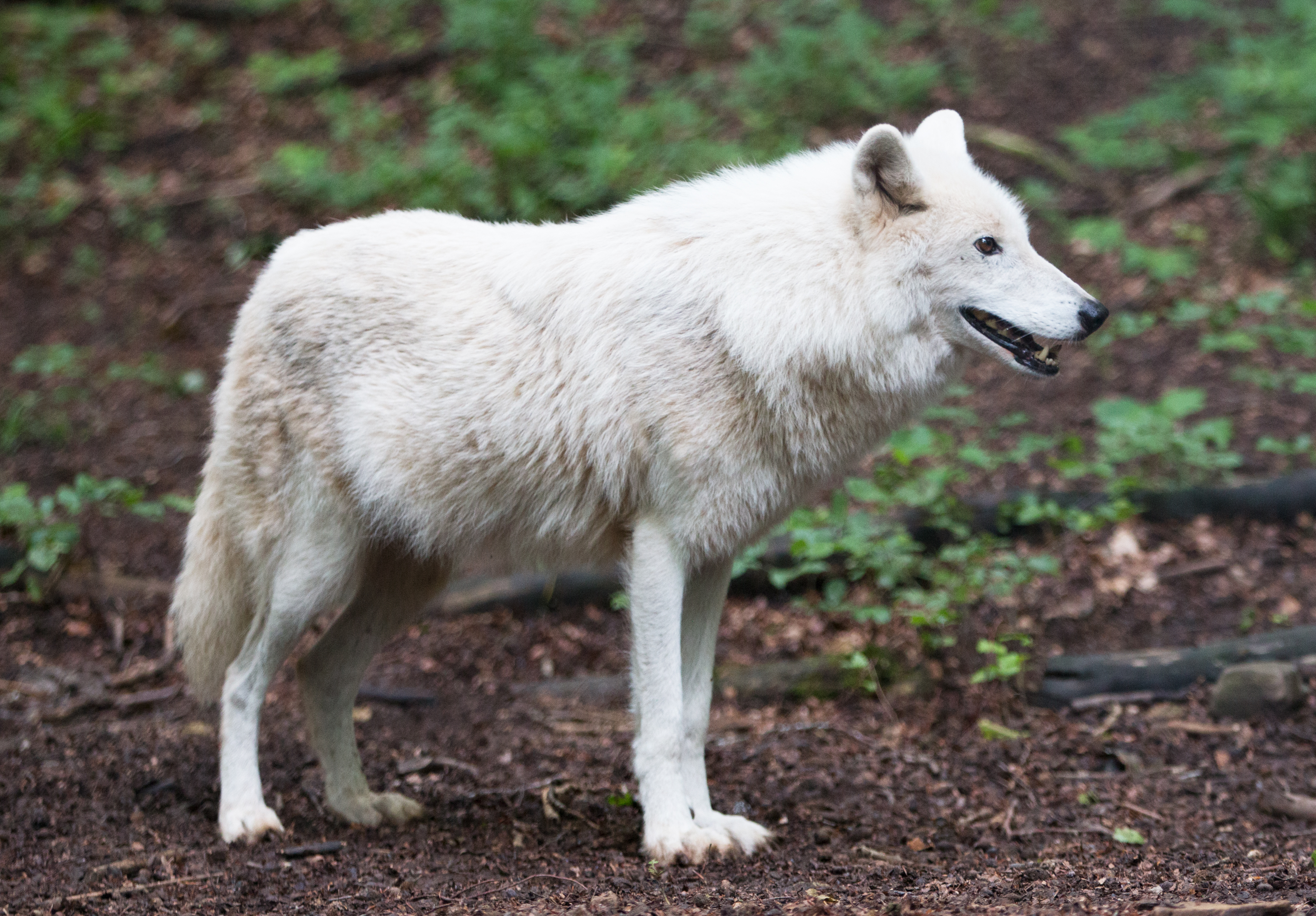
Polarwolf
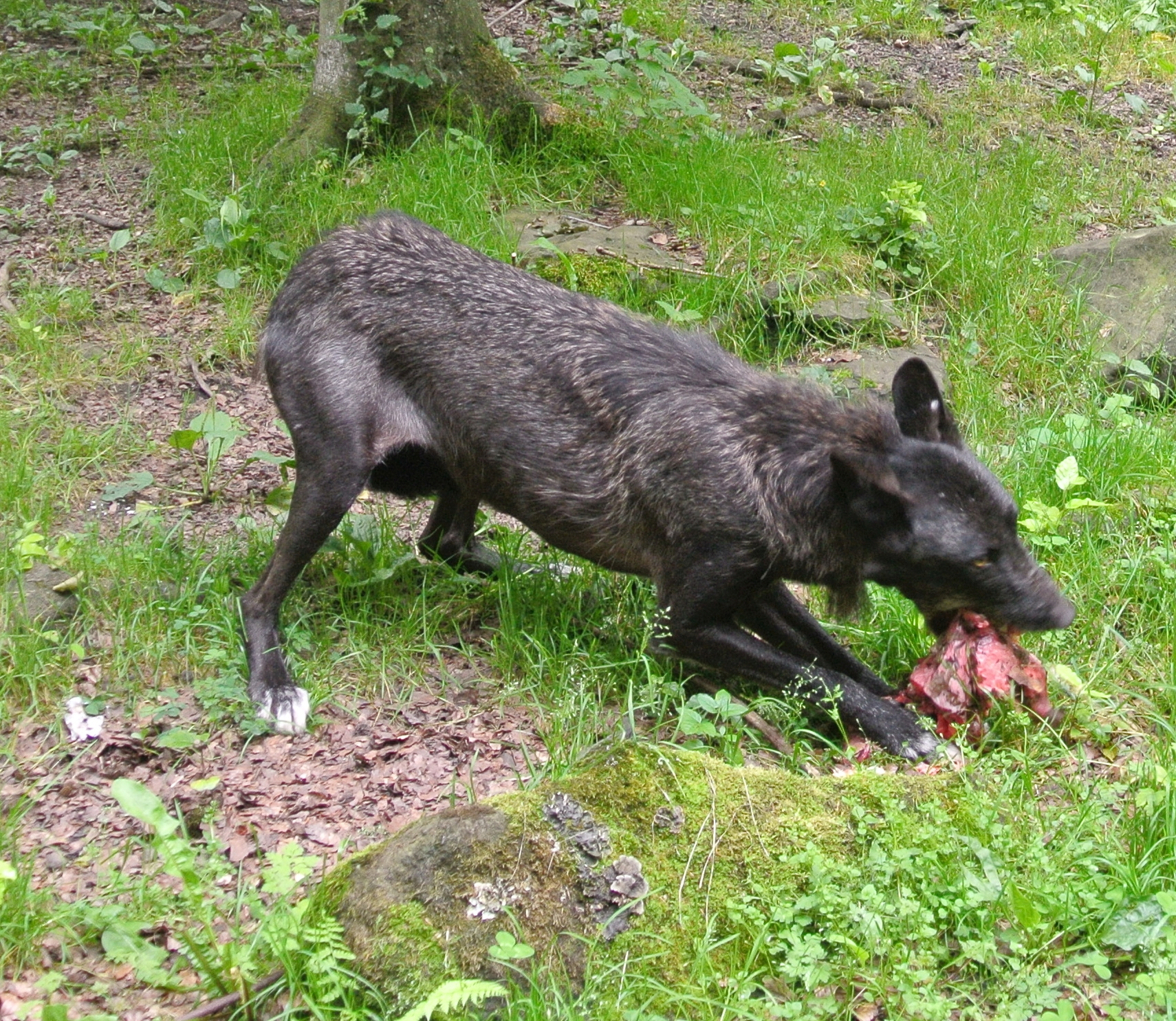
Timberwolf